# Транспорт в Гърция
Гърция разполага със съвременна пътнотранспортна мрежа. Страната, поради географското си положение, е транспортен възел между Европа и Азия. През гръцка територия преминават важни транспортни коридори от Близкия изток към Централна Европа.
Съгласно стратегията на страната за развитието на транспортните комуникации, основна пътна артерия ще бъде магистралата по Виа Егнация (Εγνατία Οδός) (на български се среща и като Виа Игнатиа) - Егнатия Одос, която е в последен етап на изграждане. Магистралата започва от пристанището Игуменица, в западната част на страната, и свършва на източната граница с Турция в Западна Тракия след Александруполис.